# Sandjak de Novipazar
1864–1913

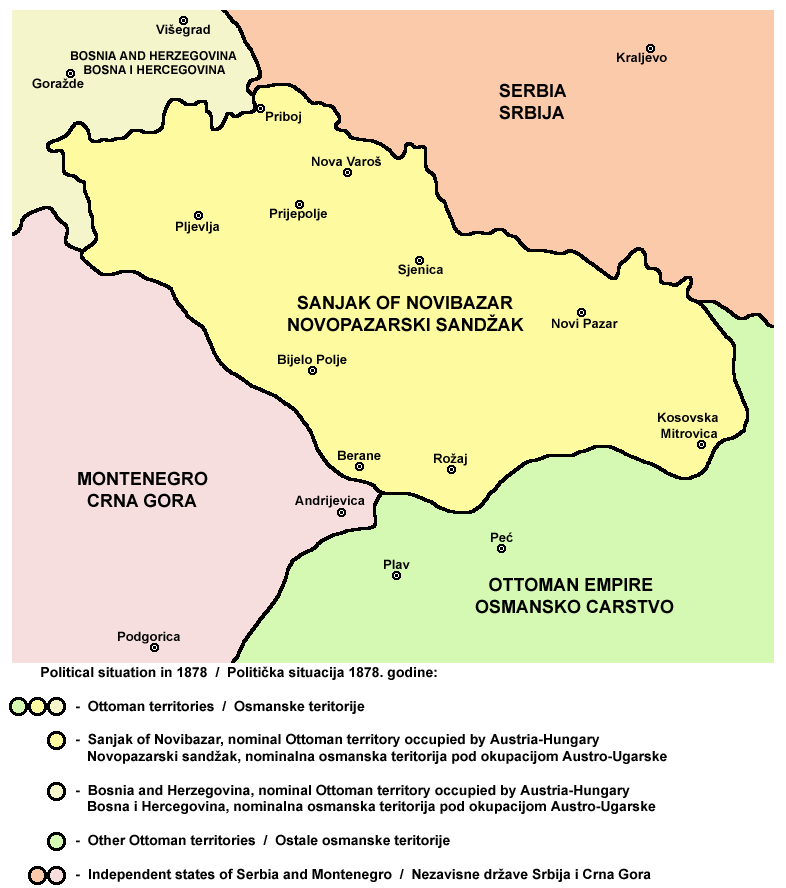
Situation politique en 1878.

Le sandjak de Novipazar[réf. nécessaire] était une subdivision de l'Empire ottoman, qui a existé entre la réforme du Tanzimat et le retrait ottoman de la région. En 1913, la région a été partagée entre le royaume de Serbie et le royaume du Monténégro. La circonscription a disparu dans la tourmente des guerres balkaniques ; cependant, le nom est resté : le nom de Sandžak, dans son orthographe serbo-croate, désigne toujours cette région aujourd'hui partagée entre la Serbie et le Monténégro. 

## Histoire
Avant sa conquête par les Ottomans, le territoire a fait partie de la Rascie, puis du royaume de Bosnie. En 1864, le Sandjak de Novipazar est intégré au vilayet de Bosnie puis, en 1877, au vilayet du Kosovo. Il est alors divisé en deux sandjaks : Pljevlja à l'ouest et Novipazar à l'est. L'année suivante le congrès de Berlin en confie l'administration à l'Autriche-Hongrie tout en laissant la suzeraineté à l'Empire ottoman. En échange de l'annexion de la Bosnie-Herzégovine en 1908, l'Autriche-Hongrie accepte de retirer ses garnisons des sandjaks de Pljevlja et de Novipazar, alors administrés par les Ottomans. Le territoire est partagé entre la Serbie (nord) et le Monténégro (sud) en 1913 à l'issue des guerres balkaniques.

## Villes
Parmi les villes importantes du Sandjak de l'époque (avec le nom ottoman entre parenthèses) :
- Novi Pazar (Yenipazar)
- Sjenica (Seniça)
- Prijepolje (Prepol)
- Nova Varoš (Yenivaroş)
- Priboj (Priboy)
- Kosovska Mitrovica (Mitroviça, Metrofçe)
- Pljevlja (Taşlıca)
- Bijelo Polje (Akova)
- Berane (Berane)
- Rožaje (Rozaje)

## Dans la culture populaire
- Dans son roman L'Arc-en-ciel de la gravité (1973), l'écrivain américain Thomas Pynchon évoque le "jeu" des tractations secrètes entre diplomates autour du Sandjak de Novipazar, avant la Première Guerre mondiale[1].